# Роберт Ріттер фон Грайм
Роберт Ріттер фон Грайм (нім. Robert Ritter von Greim; нар. 22 червня 1892, Байройт — пом. 24 травня 1945, Зальцбург) — німецький воєначальник часів Третього Рейху, генерал-фельдмаршал Люфтваффе (1945). Кавалер Pour le Mérite (1918), Лицарського хреста Залізного хреста з Дубовим листям‎ та Мечами (1944). Останній головнокомандувач Люфтваффе Третього Рейху (квітень — травень 1945).

## Біографія
Роберт Ріттер фон Грайм народився 22 червня 1892 року в містечку Байройт в Баварії в родині офіцера поліції, що мала походження з баварських дворян.
У 1912 році закінчив військове училище і був випущений офіцером в артилерію. Учасник Першої світової війни на Західному фронті, командував артилерійською батареєю. У 1916 році перейшов до військової авіації. Пройшовши прискорений курс навчання в авіаційному училищі, став льотчиком-винищувачем. До кінця війни входив до числа найкращих асів німецької авіації, маючи на своєму бойовому рахунку 28 збитих літаків противника. За бойові відзнаки відзначений рядом нагород, в тому числі Залізним хрестом 2-го і 1-го ступеня, а також вищим військовим орденом Німецької імперії — Pour le Mérite. Війну закінчив у чині гауптмана.
Після демобілізації кайзерівської армії перейшов на службу в рейхсвер (1919), але через рік у зв'язку з ліквідацією (відповідно до умов Версальського миру) німецької військової авіації звільнився з армії (1920). Став льотчиком на показових авіаційних виступах з демонстрацією фігур вищого пілотажу. У 1924 році вирушив військовим радників в Китай, де брав участь у створенні авіації армії Чан Кайши (1924—1927).
Після повернення з Китаю приєднався до нацистського руху, брав у ньому активну участь. Після приходу до влади в Німеччині нацистів вступив в рейхсвер і був направлений на службу в «секретні» люфтваффе (1934). Коли в лютому 1935 року Німеччина офіційно оголосила про створення ВПС (Люфтваффе), Грайм був проведений в майори і призначений командиром 1-ї винищувальної ескадри «Ріхтгофен». Незабаром став інспектором винищувальної і бомбардувальної авіації. У 1937 році призначений начальником Управління особового складу ОКЛ (Головне командування люфтваффе). З лютого 1939 року командир 5-ї авіаційної дивізії, генерал-майор.
У Польській кампанії 1939 Грайм не брав участь, тому що його дивізія входила до складу 3-го повітряного флоту (генерал Х. Шперрле), що прикривав західний кордон рейху. На початку 1940 року 5-та авіадивізія була розгорнута в 5-й повітряний корпус, його командиром став Грайм. Брав участь у Французькій кампанії 1940 року, за відміну в якій нагороджений Лицарським хрестом і підвищений в генерал-лейтенанти.
Після розгрому і капітуляції Франції 5-й авіаційний корпус, що складався в основному із з'єднань бомбардувальників, брав участь в «битві за Британію» (1940—1941), в ході якої зазнав великих втрат.
Військова кар'єра
- 7 січня 1912 — фенріх
- 25 жовтня 1913 — лейтенант
- 17 січня 1917 — оберлейтенант
- 15 лютого 1921 — гауптман
- 1 січня 1934 — майор
- 1 вересня 1935 — оберстлейтенант
- 20 квітня 1936 — оберст
- 1 лютого 1938 — генерал-майор
- 1 січня 1940 — генерал-лейтенант
- 19 липня 1940 — генерал авіації
- 16 лютого 1943 — генерал-полковник
- 25 квітня 1945 — генерал-фельдмаршал

Навесні 1941 року корпус Грайма був перекинутий на Схід, де увійшов до складу 4-го повітряного флоту (генерал А. Лер), призначеного для підтримки групи армій «Південь». На початку війни проти Радянського Союзу 5-й повітряний корпус воював в Україні, зазнав великі втрати і восени 1941 року був виведений до складу резерву ОКЛ. Надалі використовувався на різних ділянках Східного фронту (наприклад, на початку 1942 року діяв в Криму). У квітні 1942 року Грайм змінив генерала В. фон Ріхтгофена на посту командувача авіаційної оперативною групою «Ост», створеної замість 2-го повітряного флоту. У травні 1943 року ця оперативна група була перетворена на 6-й повітряний флот, командувачем якого було призначено фон Грайма. 6-й повітряний флот підтримував групу армій «Центр». У битві на Курській дузі влітку 1943 року він зазнав великих втрат.
З цього часу німецькі Люфтваффе остаточно втратили панування в повітрі, яким володіли з початку війни на Сході. Всю війну, за винятком короткої відрядження до Бельгії, Грайм провів на Східному фронті. Його заслуги в боях на Сході були відзначені дубовим листям і мечами до Лицарського хреста, а також військовими званнями генерала авіації та генерал-полковника. Очолюваний Грайм 6-й повітряний флот підтримував німецькі війська в боях на Смоленщині, в Білорусі, Східній Пруссії, Польщі і Померанії, а на завершальному етапі війни — на берлінському напрямку і в Чехословаччині. До весни 1945 року в його складі були зосереджені основні сили Люфтваффе.
24 квітня 1945 до штабу 6-го повітряного флоту, що знаходився в Мюнхені, надійшла телеграма від Гітлера. У ній містився наказ — Грайму негайно прибути до рейхсканцелярії для особистої доповіді фюреру. 25 квітня з великими труднощами і величезним ризиком Грайму вдалося прорватися на літаку в оточений радянськими військами Берлін, в якому йшли запеклі вуличні бої. Останній етап польоту, вже в самому місті, Грайм здійснив на старому навчальному літаку. На підльоті до урядового кварталу він був підбитий вогнем зенітної артилерії, а сам Грайм важко поранений в ногу (осколок зенітного снаряду розбив п'яту). Управління пошкодженим літаком перебрала на себе другий пілот відома німецька льотчиця Ханна Райч, віртуозно посадивши його на поритій вирвами вулиці поруч із рейхсканцелярією. Страждаючи від нестерпного болю і спливаючого кров'ю Грайма на руках внесли в імперську рейхсканцелярію. Після перев'язки та надання першої медичної допомоги його одразу ж прийняв Гітлер. Поранений генерал був вельми здивований, коли фюрер особисто повідомив йому, що рейхсмаршал Г. Ґерінґ виявився зрадником, а тому він, Гітлер, зміщує його з посади головнокомандувача Люфтваффе і позбавляє всіх інших постів. Замість Ґерінґа головнокомандувачем німецькими ВПС призначається Грайм, якому одночасно присвоювалося звання генерал-фельдмаршала (25 квітня 1945 року). 29 квітня, незважаючи на важке поранення, Грайм за наказом Гітлера вилетів в Плен — ставку гросс-адмірала К.Деніца, якого фюрер призначив своїм наступником.
Після падіння Берліна Грайм повернувся на південь Німеччини, де спробував очолити керівництво німецькими ВПС. Проте, зробити це було практично неможливо. Окремі розрізнені з'єднання Люфтваффе діяли на своїх ділянках фронту на власний розсуд, а Генеральний штаб ОКЛ продовжував зберігати вірність Ґерінґу і відмовився визнати нового головнокомандувача. 6-й повітряний флот очолював вже новий командувач. Тому Грайм виявився генералом без військ. До того ж через важке поранення його дієздатність була вкрай обмежена. Внаслідок всіх цих обставин вступити на посаду головнокомандувача Люфтваффе Грайму практично так і не вдалося, а його призначення на цей пост виявилося чисто номінальним.

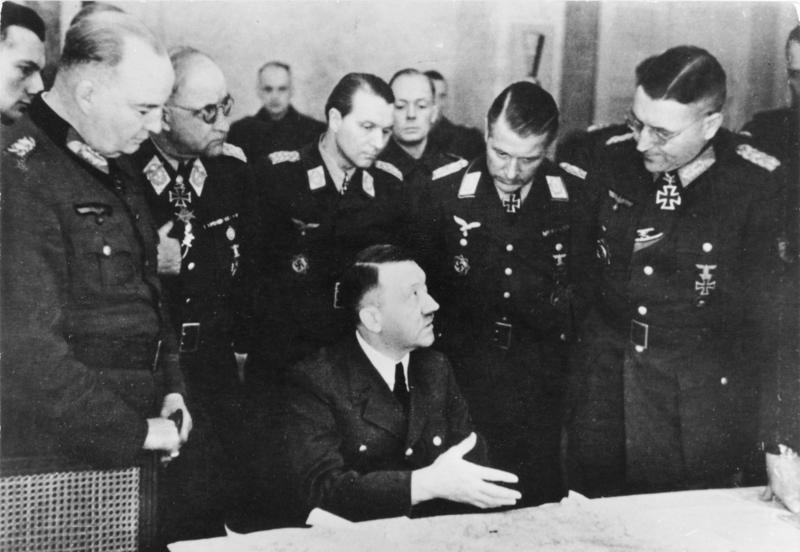
Нарада в штаб-квартирі групи армій «Вісла». За спиною Гітлера стоять: генерал артилерії В.Берлін, генерал-полковник Р.фон Грайм, генерал-майор Ф.Ройс, генерал зенітних військ І.Одебрехт, генерал від інфантерії Т.Буссе. 3 березня 1945

23 травня 1945 Роберт Ріттер фон Грайм був заарештований американськими військами і відправлений в госпіталь в Зальцбурзі, де наступного дня покінчив життя самогубством, прийнявши ціанистий калій.

## Роль Роберта Ріттера фон Грайма в історії
Грайм був останнім з 25 фельдмаршалів Гітлера, отримавши це звання всього за 13 днів до падіння Третього рейху. Свою кар'єру військового льотчика він почав ще в роки Першої світової війни. Проявив себе, як один з найкращих асів німецької авіації. Будучи переконаним противником республіканського ладу, від служби в рейхсвері (армія Веймарської республіки) відмовився. Повернувся на військову службу тільки з приходом до влади нацистів, що покінчили з Веймарської республікою. Їх програма відродження німецьких ВПС привернула Грайма, і він поставив себе цілком на службу нацистському режиму.
В лавах Люфтваффе Грайм зробив блискучу військову кар'єру — за 11 років просунувся від капітана запасу до генерал-фельдмаршала ВПС. Як командир великого авіаційного з'єднання особливо відзначився під час Французької кампанії 1940 року, в ході «битви за Британію» 1940—1941 років і в боях на Східному фронті в 1941—1943 роках. У ролі командувача повітряним флотом Грайм довелося діяти в зовсім інших умовах, коли німецька авіація вже втратила панування в повітрі. Але й в цій обстановці він виявив багато необхідних для великого воєначальника якості, вміло здійснюючи керівництво авіаційними з'єднаннями. Особливо велику роль очолювана ним авіація зіграла в тих випадках, коли війська Червоної Армії здійснювали стратегічний прорив оборони німців, як це мало місце в Білорусі та Польщі, і потрібно було сповільнити темпи їх стрімкого наступу, щоб виграти час для створення в глибині нових оборонних рубежів. Льотчики 6-го повітряного флоту завзято билися з переважаючими силами радянської авіації в Східній Пруссії, Померанії, на підступах до Берліна і в Чехословаччині.
Грайм заслужено вважався одним з найкращих льотчиків і командирів Люфтваффе, здатних виконати будь-яке завдання. Це він зайвий раз довів своїм безприкладним по сміливості польотом в оточений противником, палаючий вогнем Берлін, місто, над яким день і ніч кружляли сотні ворожих винищувачів. Прорватися туди на літаку, як вважали офіцери його штабу, було божевіллям.
Грайм був переконаним нацистом. Його віра в ідеали націонал-соціалізму межувала з фанатизмом, а Гітлера він буквально обожнював. В свою чергу і Гітлеру завжди імпонував цей високий баварець з прусською виправкою, у відданості якого він ніколи не сумнівався. І вибір його в останні дні Третього рейху був далеко не випадковий. Фюрер був твердо переконаний, що навіть у самій безнадійній ситуації новий головнокомандувач Люфтваффе буде стояти до кінця. І він не помилився у своєму виборі. Тільки ось «стійкість» новоспеченого фельдмаршала вже нічого не могла змінити — дні Третього рейху були полічені, і розвал всіх його структур досяг самих верхів. Деякі історики вважають, що основною причиною, яка штовхнула Грайма на самогубство, був не стільки страх перед відплатою з боку переможців, скільки крах нацистської ідеї, без якої життя для Грайма втратило всякий сенс.

## Нагороди генерал-фельдмаршала Роберта Ріттера фон Грайма
- Залізний Хрест 2-го класу (26 листопада 1914)
- Військовий орден «За заслуги» (Баварія) IV ступеня з мечами (квітень 1915)
- Залізний Хрест 1-го класу (10 жовтня 1915)
- Військовий орден «За заслуги» (Баварія) IV ступеня з мечами та короною (18 травня 1917)
- Лицарський хрест Королівського ордену дому Гогенцоллернів з мечами (29 квітня 1918) (Пруссія)
- Pour le Mérite (14 жовтня 1918)
- Військовий орден Максиміліана Йозефа (23 жовтня 1918)
- Почесний хрест ветерана війни за 1914-1918 (1934)
- Медаль «За вислугу років у Вермахті» 4-го і 3-го класу (за 12 років військової служби)
- Медаль «У пам'ять 13 березня 1938 року»
- Медаль «У пам'ять 1 жовтня 1938»
- Застібка до Залізного хреста 2-го класу (1939)
- Застібка до Залізного хреста 1-го класу (1939)
- Лицарський хрест Залізного хреста (24 червня 1940)
  - Лицарський хрест Залізного хреста з Дубовим листям № 216 (2 квітня 1943)
  - Лицарський хрест Залізного хреста з Дубовим листям та Мечами № 92 (28 серпня 1944)
- Комбінований Знак Пілот-Спостерігач в золоті з діамантами (17 квітня 1945)
- 6 разів відмічений в доповіді Вермахтберіхт (20 червня 1940, 22 листопада 1941, 19 січня 1942, 3 вересня 1943, 9 вересня 1944, 31 жовтня 1944)